# Okręty podwodne typu Adua
Okręty podwodne typu Adua – typ włoskich okrętów podwodnych używanych przez Regia Marina w okresie II wojny światowej. Była to czwarta, przedostatnia seria okrętów zaliczanych do grupy jednostek określanych jako typ 600 ton. Okręty typu Adua powstały jako rozwinięcie typu Perla. Trzy okręty zostały przed wybuchem II wojny światowej sprzedane Brazylii. Ogółem zbudowano 20 okrętów tego typu, z czego 16 zostało utraconych w wyniku działań wojennych. Większości okrętów służących w Regia Marina, nadano imiona pochodzące od nazw geograficznych Etiopii, będącej w tym czasie włoską kolonią.

## Okręty
| Nazwa okrętu | Data wodowania       | Los okrętu |
| ------------ | -------------------- | --- |
| Adua         | 13 września 1936     | Zatopiony 30 września 1941 r. w zachodnim rejonie Morza Śródziemnego przez niszczyciele HMS „Gurkha” i HMS „Legion” |
| Axum         | 27 września 1936     | Zatonął u wybrzeży Grecji 28 grudnia 1943 r., podczas wykonywania misji wspierającej aliantów.                      |
| Aradam       | 18 października 1936 | Zatopiony 4 września 1944 r. u wybrzeży Genui przez alianckie lotnictwo.                                            |
| Marcale      | 29 października 1936 | 15 czerwca 1940 r. działając w ramach Flotylli Morza Czerwonego wszedł na mieliznę.                                 |
| Alagi        | 15 listopada 1936    | Sprzedany na złom 1 lutego 1948 r.                                                                                  |
| Dagabur      | 22 listopada 1936    | Zatopiony w sierpniu 1942 r. podczas Operacji Pedestal przez niszczyciel HMS „Wolverine”.                           |
| Dessie       | 22 listopada 1936    | Zatopiony 22 listopada 1942 r. przez niszczyciele HMS „Quiberon” i „Quentin”, w pobliżu algierskiego portu Annaba.  |
| Uarsciek     | 19 września 1937     | Zatopiony 14 grudnia 1942 r. przez grecki niszczyciel „Vasilissa Olga”.                                             |
| Gondar       | 3 października 1937  | Zatonął 30 września 1940 r., w pobliżu Aleksandrii po ataku niszczycieli HMAS „Stuart” i HMS „Diamond”.             |
| Uebi Scebeli | 3 października 1937  | Zatopiony 29 czerwca 1940 r. przez niszczyciele HMS „Dainty” i „Ilex”.                                              |
| Uarsciek     | 7 listopada 1937     | Zatopiony 19 stycznia 1941 r. przez niszczyciel HMS „Greyhound”.                                                    |
| Ascianghi    | 5 grudnia 1937       | Zatonął 23 lipca 1943 r. po ataku niszczycieli HMS „Laforey” i „Eclipse”.                                           |
| Scire        | 6 stycznia 1938      | Zatonął 10 sierpnia 1942 r. w pobliżu portu Hajfa po ataku HMS „Islay”.                                             |
| „Tembien”    | 6 lutego 1938        | Zatopiony 2 sierpnia 1942 r. przez HMS „Hermione”.                                                                  |
| Durbo        | 6 marca 1938         | Zatonął na wschód od Gibraltaru 18 października 1940 r. po ataku niszczycieli HMS „Firedrake” i „Wrestler”.         |
| Lafole       | 10 kwietnia 1938     | Zatonął na północ od Melilla 20 października 1940 r. po ataku niszczycieli HMS „Gallant”, „Hotspur” i „Griffin”.    |
| Beilul       | 22 maja 1938         | Zatonął w maju 1944 r. w wyniku alianckiego ataku lotniczego.                                                       |